# Euphorbia alluaudii
Euphorbia alluaudii es una especie de fanerógama perteneciente a la familia Euphorbiaceae.

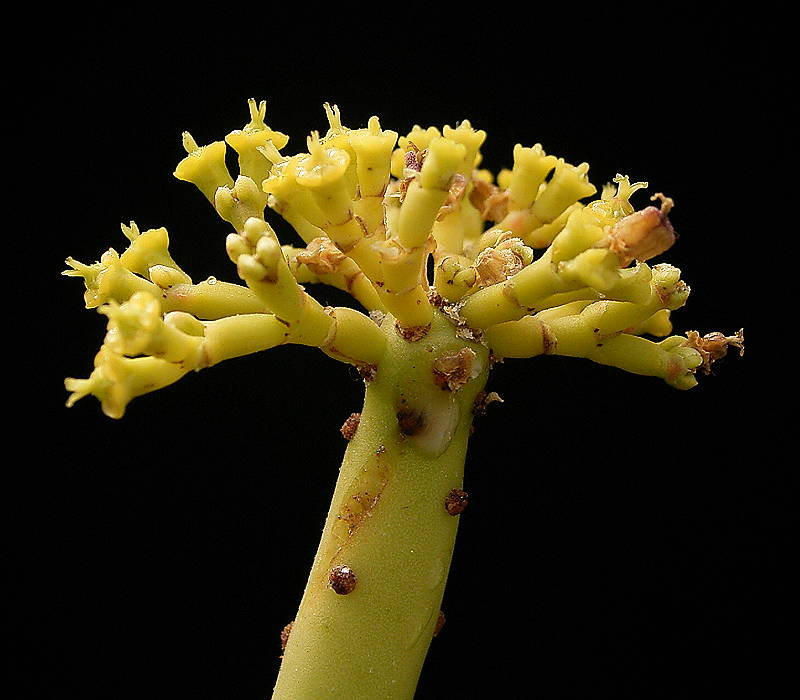
Ciatios

## Distribución y Hábitat
Es endémica de Madagascar en las provincias de Fianarantsoa, Mahajanga y Toliara. Su hábitat natural son los bosques y matorrales secos de las regiones tropicales y subtropicales, y las áreas rocosas. Es tratada en peligro de extinción por pérdida de hábitat.

## Taxonomía
Euphorbia alluaudii fue descrito por Emmanuel Drake del Castillo y publicado en Bulletin du Muséum d'Histoire Naturelle 9: 43–44. 1903.
Etimología
Euphorbia: nombre genérico que deriva del médico griego del rey Juba II de Mauritania (52 a 50 a. C. - 23), Euphorbus, en su honor – o en alusión a su gran vientre – ya que usaba médicamente Euphorbia resinifera. En 1753 Carlos Linneo asignó el nombre a todo el género.
alluaudii: epíteto otorgado en honor del entomólogo francés Charles A. Alluaud (1861 - 1949)
Variedades
- Euphorbia alluaudii subsp. alluaudii
- Euphorbia alluaudii subsp. oncoclada (Drake) F.Friedmann & Cremers

sinonimia
- Tirucallia alluaudii (Drake) P.V.Heath
- Euphorbia leucodendron Drake
- Euphorbia oncoclada Drake	[4][5][6]